# 西山関一郎

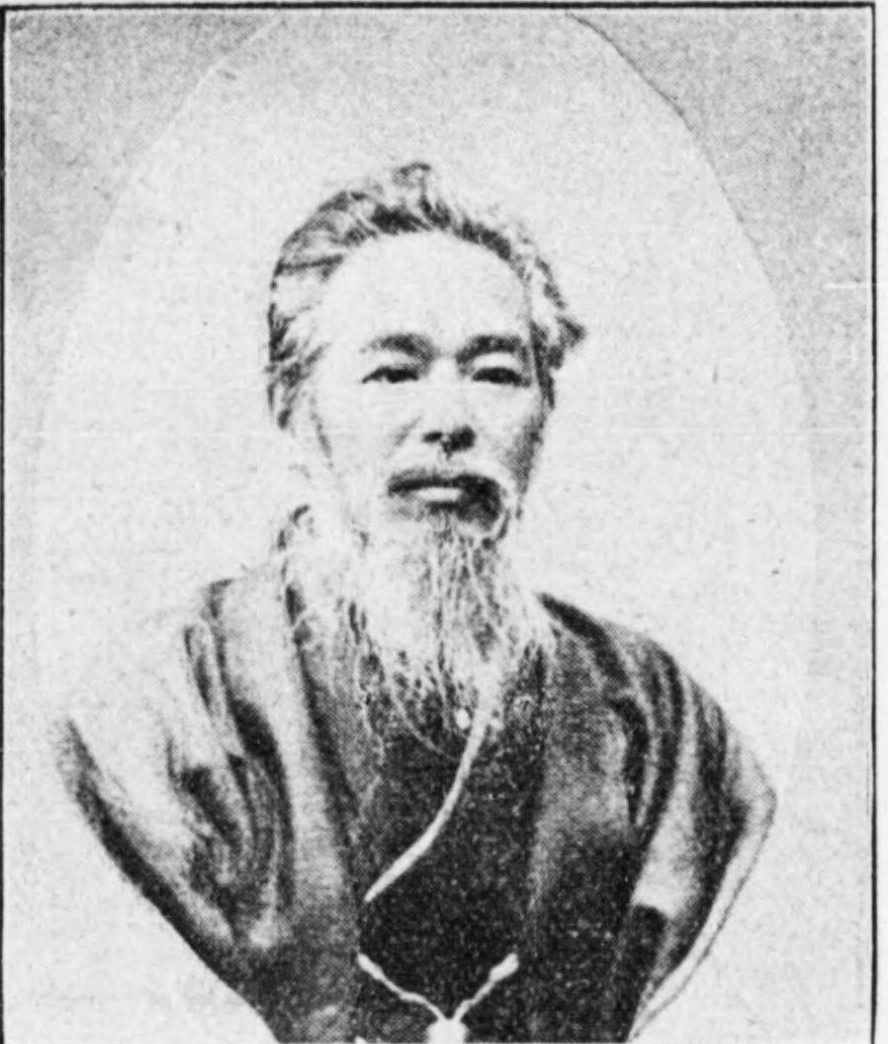
西山関一郎

西山 関一郎（關一郎、にしやま かんいちろう、1848年11月7日（嘉永元年10月12日）- 1903年（明治36年）7月4日）は、明治期の医師、政治家。衆議院議員、島根県会議長。

## 経歴
出雲国神門郡荻杼村（島根県簸川郡川跡村、出雲町を経て現出雲市）で、医師、2代・西山沙保、やゑの長男として生まれる。儒学を今市の伊藤宜堂に学んだ。その後、神戸洋学館で英語を学び、1870年（明治3年）大阪医学校（現大阪大学医学部）に入学し4年間修学。その後上京し、佐々木東洋の私塾主幹に就任。1874年（明治7年）に帰郷し開業した。
1876年（明治9年）9月に公立松江病院が開設され院医に就任。1977年（明治10年）12月、院長心得となり1881年（明治14年）まで在任。その後再度上京して医学を研究し、1884年（明治17年）に帰郷して開業した。島根県医会名誉賛助員、地方衛生会員、簸川郡私立衛生副会長などを務めた。
1902年（明治35年）2月、島根県会議員に選出され同議長を務めた。同年8月、第7回衆議院議員総選挙に島根県郡部から帝国党公認で出馬して当選し、衆議院議員に1期在任した。同年12月に衆議院が解散。解散後の総選挙には不出馬。その後は医業に専念したが、政界を引退した翌年の1903年（明治36年）7月に死去した。

## 著作
共著
- 西山関一郎、高井英之丞述『簸川郡私立衛生講習会講演要旨』長岡為之助、1897年。

## 親族
- 母 西山やゑ（祖父・初代西山沙保長女）[2]